# Llengües tupí-guaraní
Les llengües tupí-guaraní constituïxen una subfamília de 53 llengües de la família macro-tupí que es parlen o es parlaven a l'Argentina, Bolívia, Brasil, Colòmbia, Guaiana Francesa, Paraguai, Perú, Uruguai i Veneçuela. Comprèn onze subgrups i una llengua no classificada. Onze llengües estan extintes i almenys altres vuit estan en perill d'extinció. És la subfamília més important de la família tupí, la de major extensió geogràfica al territori d'Amèrica del Sud. A més les llengües tupí-guaraní són probablement el grup de llengües millor estudiades de l'Amazònia, de tal manera que s'ha pogut reconstruït el proto-tupí-guaraní (proto-TG).

## Història
El nom d'aquesta branca de les llengües macro-tupí prové de les tres llengües històricament més importants d'aquesta branca: el tupí, el tupinamba (que en la seva versió criollitzada fou anomenada ñe'engatú o língua geral) i el guaraní que és actualment és llengua oficial a Paraguai amb diversos milions de parlants.
Els tupinamba vivien al llarg de la costa, estant la major part de la població al que actualment és l'àrea de Rio de Janeiro i una mica més al nord. Aquest grup va ser el major dels grups indígenes amb el qual van contactar inicialment els portuguesos. La seva llengua arribava a tal extensió, que durant els segles xvi i xvii la seva llengua es va anomenar simplement língua brasílica o brasiliano, apareixent el nom tupinamba cap al segle xviii. El sacerdot José de Anchieta (1595) va documentar extensivament l'estadi més antic d'aquesta llengua, assenyalant que es tractava de la "llengua més usada al llarg de la costa de Brasil", superant en el primer període de la colonització al portuguès. El tupinamba ha estat una important font de préstecs lèxics al portuguès de Brasil, especialment pel que fa a la flora i la fauna. Diverses d'aquestes paraules s'han difós masivamene a altres llengües, entre elles: tapioca (< typy ʔók-a), jaguar (< jawár-a), mandioca (< mani ʔók-a), tucà (< tukán-a) o tapir (< tapi ʔír-a).
Els guaranís vivien al sud del que ara és São Paulo van ser el grup més ampli amb el qual els exploradors espanyols van tenir contacte en la costa est d'Amèrica del Sud. L'antic guaraní, documentat i descrit per Antonio Ruiz de Montoya (1639). A diferència del tupí i el tupinamba el guaraní no és una llengua extinta, sinó que amb el temps ha arribat a ser una de les més grans llengües indígenes d'Amèrica comptant en l'actualitat amb gairebé 5 milions de parlants (2007). El tupí pròpiament aquest estava estretament relacionat amb el tupinamba, encara que comparteix amb el guaraní l'absència de consonants finals. Els tupís vivien a l'àrea del que ara és São Paulo, en l'àrea de São Vicente i en el curs alt del riu Tieté. La forma criollitzada d'aquesta llengua es va dir língua geral paulista. En l'actualitat el tupí, a diferència de la versió criollitzada del tumpinambá o ñe'engatu, és una llengua extinta.

## Llengües de la família
El terme tupí-guaraní va ser usat inicialment per Alfred Métraux, el primer antropóleg que va usar dades de les cròniques dels segles xvi i xvii sobre els tupinamba i els guraní. I encara que va haver-hi intents de classificació de les llengües d'aquesta branca en les dècades de 1940 i 1950, la primera classificació basada en dades lingüístiques, en lloc de dades geogràfiques o llistes de etnònims, és la de Rodrigues (1958) presentada originalment en el 32è Congrés Internacional d'Americanistes. Aquesta classificació va permetre reconèixer clarament la branca tupí-guaraní de la resta de llengües que conformen la família macro-tupí. La següent taula resumeix la classificació proposada per Rodrigues: 
| Subgrup                         | Llengua                                 | Dialectes                                                              | Cobertura geogràfica                                             | Nombre estimat de parlants                   | Codi ISO/DIS 639-3 |
| ------------------------------- | --------------------------------------- | ---------------------------------------------------------------------- | ---------------------------------------------------------------- | -------------------------------------------- | ------------------ |
| Subgrup I                       | Guaraní bolivià occidental              |                                                                        | Chuquisaca (Bolívia)                                             | 7.000                                        | [gnw]              |
| Subgrup I                       | Guaraní paraguaià                       | Jopará                                                                 | Paraguai, Argentina                                              | més de 4.900.000                             | [gug]              |
| Subgrup I                       | Guaraní bolivià oriental o "Chiriguano" | Izoceño, Avá                                                           | Bolívia, Paraguai, Argentina, Uruguai                            | aprox. 50.000                                | [gui]              |
| Subgrup I                       | Guaraní mbyá                            | Tambéopé, Baticola                                                     | Brasil, Paraguai, Argentina                                      | aprox. 18.000                                | [gun]              |
| Subgrup I                       | Aché (Guayakí)                          | Quatre dialectes, un d'ells quasi extint                               | Paraguai                                                         | aprox. 1.500                                 | [guq]              |
| Subgrup I                       | Kaiwá                                   | Teüi, Tembekuá, Kaiwám                                                 | Mato Grosso do Sul (Brasil), Argentina                           | aprox. 15.000                                | [kgk]              |
| Subgrup I                       | Pãí tavyterá̃                            | (per a alguns part del complex Kaiwá)                                  | Est de Paraguai                                                  | 10.000 a 12.000                              | [pta]              |
| Subgrup I                       | Chiripá                                 | Apapocuva                                                              | Est del Paraguai, Argentina, Brasil                              | aprox. 12.000                                | [nhd]              |
| Subgrup I                       | Xetá                                    |                                                                        | Paraná (Brasil)                                                  | 3. Quasi extint                              | [xet]              |
| Subgrup I                       | Avá                                     | Tapieté, Chané                                                         | Paraguai, Argentina, Bolívia                                     | aprox. 200                                   | [tpj]              |
| Subgrup II Guarayú-Sirionó-Jorá | Guarayú                                 |                                                                        | Nord-est de l'àrea del riu Guarayos, Beni (Bolívia)              | 5.933 (any 2000)                             | [gyr]              |
| Subgrup II Guarayú-Sirionó-Jorá | Sirionó                                 |                                                                        | Est del Beni i noreeste de Santa Cruz (Bolívia)                  | uns 400                                      | [srq]              |
| Subgrup II Guarayú-Sirionó-Jorá | Yuqui                                   |                                                                        | Cochabamba (Bolívia)                                             | entre 120 i 140                              | [yuq]              |
| Subgrup II Guarayú-Sirionó-Jorá | Jorá                                    |                                                                        | Bolívia                                                          | Extingit                                     | [jor]              |
| Subgrup III                     | Cocama-Cocamilla                        | Cocamilla, Cocama (o Kokama)                                           | Perú, Brasil, Colòmbia                                           | uns 2.000                                    | [cod]              |
| Subgrup III                     | Omagua                                  | Aizuare, Curacirari, Paguana                                           | Iquitos (Perú). Potser no hi ha parlants al Brasil.              | entre 10 i 100 - Quasi extingit              | [omg]              |
| Subgrup III                     | Potiguára                               |                                                                        | Paraíba (Brasil)                                                 | Extingit                                     | [pog]              |
| Subgrup III                     | Tupinikin                               |                                                                        | Espírito Santo i Bahia (Brasil)                                  | Extingit                                     | [tpk]              |
| Subgrup III                     | tupinamba                               |                                                                        | Costa atlántica, desde Rio de Janeiro hasta el Amazonas (Brasil) | Extingit                                     | [tpn]              |
| Subgrup III                     | Tupí                                    |                                                                        | Actual estat de São Paulo (Brasil)                               | Extingit                                     | [tpw]              |
| Subgrup III                     | Ñe'engatu                               |                                                                        | Brasil, Colòmbia, Veneçuela                                      | uns de 8.000                                 | [yrl]              |
| Subgrup IV                      | Asuriní                                 |                                                                        | Río Tocantins, Pará (Brasil)                                     | menys de 200                                 | [asu]              |
| Subgrup IV                      | Avá-Canoeiro                            |                                                                        | Goiaz i vall de l'alt Tocantins (Brasil)                         | menys de 100                                 | [avv]              |
| Subgrup IV                      | Guajajára                               | Pindare, zutiua, mearim, Tembé de Gurupí.                              | Uns 80 llogarrets a la conca del Maranhao (Brasil)               | uns 15.000                                   | [gub]              |
| Subgrup IV                      | Suruí do Pará                           |                                                                        | Pará (Brasil)                                                    | menys de 200                                 | [mdz]              |
| Subgrup IV                      | Parakanã                                |                                                                        | Baix riu Xingú, Pará (Brasil)                                    | menys de 500                                 | [pak]              |
| Subgrup IV                      | Tapirapé                                |                                                                        | Nord-est de Mato Grosso (Brasil)                                 | uns 350                                      | [taf]              |
| Subgrup IV                      | Tembé                                   |                                                                        | (Brasil)                                                         | entre 150 i 200                              | [tqb]              |
| Subgrup V                       | Asuriní Xingú                           |                                                                        | Pará (Brasil)                                                    | uns 70                                       | [asn]              |
| Subgrup V                       | Araweté                                 |                                                                        | Amazones (Brasil)                                                | uns 200                                      | [awt]              |
| Subgrup V                       | Kayabí                                  |                                                                        | Nord de Mato Grosso i sud de Pará (Brasil)                       | uns 800                                      | [kyz]              |
| Subgrup VI                      | Amundava                                |                                                                        | Rondônia (Brasil)                                                | entre 50 i 100                               | [adw]              |
| Subgrup VI                      | Apiacá                                  |                                                                        | Nord de Mato Grosso (Brasil)                                     | Quasi extingit. Hi havia 2 parlants el 1986. | [api]              |
| Subgrup VI                      | Júma                                    |                                                                        | Riu Açuã, Amazones (Brasil)                                      | 300 el 1940. 4 el 1998. Quasi extingit       | [jua]              |
| Subgrup VI                      | Karipúna                                |                                                                        | Amapá (Brasil)                                                   | Extingit                                     | [kgm]              |
| Subgrup VI                      | Karipuná                                | Jacaria y pama (o pamana)                                              | Rondônia i Acre (Brasil)                                         | entre 12 y 15. Quasi extingit                | [kuq]              |
| Subgrup VI                      | Paranawát                               |                                                                        | Rondônia (Brasil)                                                | Extingit                                     | [paf]              |
| Subgrup VI                      | Tenharim                                | Tenharim, parintintín, kagwahiv, karipuna jaci paraná, mialát, diahói. | Amazonas i Rondônia (Brasil)                                     | uns 500                                      | [pah]              |
| Subgrup VI                      | Tukumanféd                              |                                                                        | Rondônia (Brasil)                                                | Extingit                                     | [tkf]              |
| Subgrup VI                      | Uru-ew-wau-wau                          | Podria ser un dialecte del tenharim                                    | Rondônia (Brasil)                                                | uns 100                                      | [urz]              |
| Subgrup VI                      | Wiraféd                                 |                                                                        | Rondônia (Brasil)                                                | Extingit                                     | [wir]              |
| Subgrup VI                      | Morerebi                                | Podria ser un dialecte del Tenharim                                    | Amazones (Brasil)                                                | uns 100                                      | [xmo]              |
| Subgrup VII                     | Kamayurá                                |                                                                        | Mato Grosso (Brasil)                                             | uns 300                                      | [kay]              |
| Subgrup VIII                    | Anambé                                  |                                                                        | Pará (Brasil)                                                    | menys de 10. Quasi Extingit                  | [aan]              |
| Subgrup VIII                    | Amanayé                                 |                                                                        | Pará (Brasil)                                                    | Població ètnica 60. Probablement extingit    | [ama]              |
| Subgrup VIII                    | Emerillon                               |                                                                        | Frontera sud de la Guaiana Francesa, parlada pels teko           | uns 400                                      | [eme]              |
| Subgrup VIII                    | Guajá                                   |                                                                        | Maranhão i Pará (Brasil)                                         | uns 400                                      | [gvj]              |
| Subgrup VIII                    | Wayampi                                 | Oiyapoque, wajapuku, oiyapoque wayampi, amapari wayampi, jari.         | Guaiana Francesa i Brasil                                        | uns 1200                                     | [oym]              |
| Subgrup VIII                    | Zo'é                                    |                                                                        | Pará (Brasil)                                                    | uns 150                                      | [pto]              |
| Subgrup VIII                    | Turiwára                                |                                                                        | Pará (Brasil)                                                    | Extingit                                     | [twt]              |
| Subgrup VIII                    | Urubú-kaapor                            |                                                                        | Maranhão (Brasil)                                                | uns 500                                      | [urb]              |
|                                 | Aurá                                    |                                                                        | Maranhão (Brasil)                                                | 2. Quasi extingit                            | [aux]              |
| Pauserna                        | Pauserna                                |                                                                        | Sud-est del Beni (Bolívia)                                       | Extingit                                     | [psm]              |
| Subgrup                         | Llengua                                 | Dialectes                                                              | Cobertura geogràfica                                             | Nombre estimat de parlants                   | Codi ISO/DIS 639-3 |

Existeixen moltes llengües tupí-guaraníes l'estructura fonològica de les quals i gramatical està prou alterada respecte al proto-tupí-guaraní, com per a justificar la hipòtesi que aquestes llengües són resultat de substitució lingüística en grups que prèviament parlaven altres llengües. Entre aquestes llengües resultat de substitució es trobarien el Chané, el Tapieté, l'Izoceño i l'Achí o Guayakí del subgrup 1; el Sirionó, el Yuqui i el Jorá del subgrup 2, i el Kokamá / Omáwa del subgrup 3.
Per altra banda, la classificació en subgrups es pot fer d'acord amb certs canvis compartits:
| Subgrup | *ʧ   | *ʦ   | *pʲ  | *kʲ     | *t-(i) | *j      | *w   | *β    | *pʷ | *kʷ |
| 1       | ʦ, ʃ | h, Ø | ʧ, ʃ | k       | ʧ      | ʤ       | gw   | β     | kʷ  | kʷ  |
| 2       | ʦ, s | ʦ, s | pj   | k, kʲ   | ʧ, ʃ   | j (?)   | w    | β     | kʷ  | kʷ  |
| 3       | ʦ, s | ʦ, s | pj   | k       | t      | ʒ, j    | (g)w | β     | pw  | kw  |
| 4       | h, Ø | h, Ø | ʧ    | k, s    | ʦ, ʧ   | z, ʧ, s | w    | w     | kʷ  | kʷ  |
| 5       | Ø    | Ø    | s    | s       | s      | ʤ       | w    | w     | ɸ   | kw  |
| 6       | h    | h    | pj   | k       | t      | j       | gw   | β     | kʷ  | kʷ  |
| 7       | h, Ø | h, Ø | ʦ    | k       | ʧ      | j       | w    | w     | hw  | kw  |
| 8       | h, Ø | h, Ø | s    | k, ʃ, s | ʃ, s   | j       | w    | w,(β) | kʷ  | kʷ  |

## Característiques comunes

### Fonologia
L'inventari fonològic reconstruït per al proto-tupí-guaraní (proto-TG) és el següent (Jensen, 1989):
|                       | labial | alveolar | al.-pal. | velar | glotal |
| --------------------- | ------ | -------- | -------- | ----- | ------ |
| fricativa             | β      |          |          |       |        |
| oclusiva plana        | p      | t        |          | k     | ʔ      |
| oclusiva labializada  | pʷ     |          |          | kʷ    |        |
| oclusiva palatalizada | pʲ     |          |          | kʲ    |        |
| africada              |        | t͡s       | t͡ʃ       |       |        |
| nasal plana           | m      | n        |          | ŋ     |        |
| nasal labializada     | mʷ     |          |          | ŋʷ    |        |
| nasal palatalizada    | mʲ     |          |          | ŋʲ    |        |
| sonorant              | w      | ɾ        | j        |       |        |

La majoria de llengües modernes han simplificat aquest inventari fonològic havent-se perdut distincions. No obstant això, gràcies a la multitud de llengües supervivents ha estat possible reconstruir amb gran precisió no només l'inventari original sinó els processos fonològics propis de proto-TG.